# Грейт Вірлей
Грейт Ва́рлей (англ. Great Wyrley) — село в Англії, у графстві Стаффордшир, у районі Південний Стаффордшир. Воно розташоване за 18 км на південний схід від Стаффорда і за 182 км на північний захід від Лондона. Чисельність населення міста — 11 236 жителів.
| Велика Британія | Це незавершена стаття з географії Великої Британії. Ви можете допомогти проєкту, виправивши або дописавши її. |

1. ↑  Parish Profiles // 2021 United Kingdom census — Office for National Statistics.